# سیارک ۱۶۲۶۲
سیارک ۱۶۲۶۲ (به انگلیسی: 16262 Rikurtz، نامگذاری:2000JR32) شانزده هزار و دویست و شصت و دومین سیارک کشف شده‌است که در ۷ مه ۲۰۰۰ کشف شد.
قدر مطلق سیارک برابر ۱۷.۸ است.